# Utricularia lloydii
Utricularia lloydii este o specie de plante carnivore din genul Utricularia, familia Lentibulariaceae, ordinul Lamiales, descrisă de Merl. Conform Catalogue of Life specia Utricularia lloydii nu are subspecii cunoscute.